# Katowicka Fabryka Maszyn Górniczych „Katomasz”
Katowicka Fabryka Maszyn Górniczych „Katomasz” (późniejsza Montana) – Śląska Fabryka Maszyn Górniczych, powstała w 1927 roku, znajduje się przy ul. Porcelanowej 25 w Zawodziu.

## Historia
Na początku funkcjonowania nosiła nazwę: Fabryka Maszyn i Nowoczesnych Urządzeń Transportowych (Maschinen Fabrik für Moderne Fördertechnik), natomiast od roku 1930 – Katowicka Fabryka Maszyn (Katomasz), później od roku 1932 – Montana.
Właścicielami firmy byli Ernest Hasse, Jan Rheinbay oraz Jan Mildner. Od 1934, oddana prywatnemu właścicielowi z Niemiec. W roku 1939 fabryka została podpięta do jednostki fabryk wojennych, zarządzana przez Związek Powierniczy Wschód (Treuhandstelle Ost). W 1945 funkcjonuje pod zarządem państwowym, w roku 1948 podległa upaństwowieniu, działała jako część Południowego Zjednoczenia Przemysłu Metalowego, Zjednoczenia Fabryk Maszyn i Sprzętu Górniczego. Do 1955 r. trwały pracę nad rozbudową. Powierzchnia wtedy osiągnęła 11 ha. W 1970 roku nastąpiła modernizacja. Zajmowała się produkcją: wozów kopalnianych małej pojemności, zestawów kołowych, wentylatorów, transporterów drewna, sań kombajnowych, zastawek do przenośników zgrzebłowych, osłonowych siatek górniczych, aktualnie także siatki ogrodzeniowe. W latach 60. XX wieku wartość produkcji wynosiła 340 mln zł.
Zatrudnienie w wybranych latach wynosiło:
- 1938-300 osób,
- 1970-583 osób,
- 1983-536 osób[2].